# Goose Bay (baai in Labrador)
Goose Bay is een baai van zo'n 240 km² in de Canadese provincie Newfoundland en Labrador. De baai bevindt zich in westen van Lake Melville, een groot estuarium van het schiereiland Labrador.

## Geografie
De baai is het meest zuidwestelijke gedeelte van het estuarium Lake Melville en bevindt zich op zo'n 150 km van de Labradorzee. De baai is ruwweg driehoekig en wordt aangevuld door de Churchill, de langste rivier van Atlantisch Canada, en door de Goose River.

### Omgeving
De veerhaven van Happy Valley-Goose Bay, de grootste gemeente van de regio Labrador, is gevestigd aan Goose Bay. Het grootste deel van die gemeente bevindt zich echter aan de rivier de Churchill. De baai is vooral bekend vanwege de nabij de oevers gelegen luchtmachtbasis Goose Bay. 

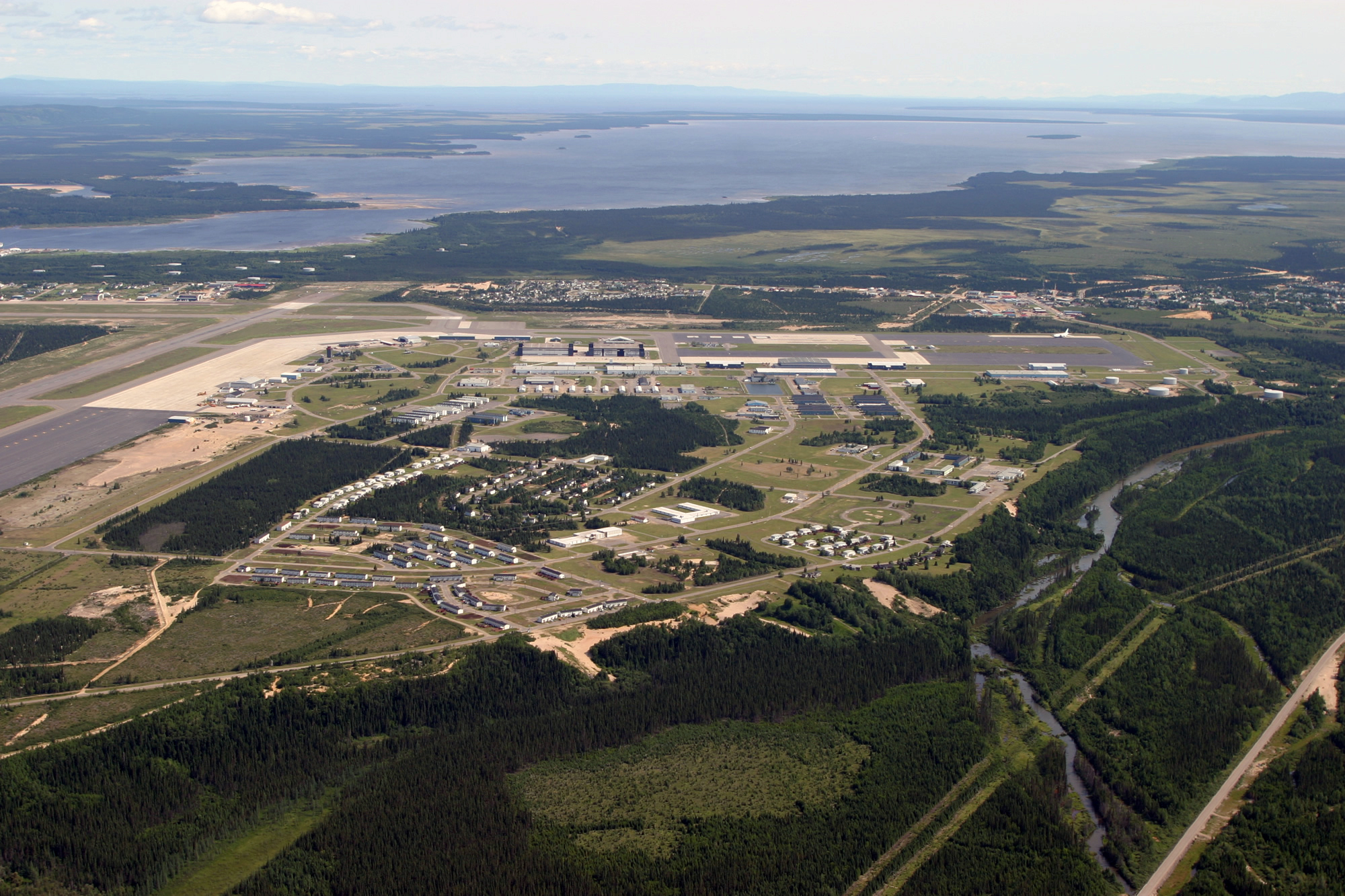
Zicht op de luchtmachtbasis CFB Goose Bay met de gelijknamige baai van Lake Meville op de achtergrond